# 高峰镇 (垫江县)
高峰镇，是中华人民共和国重庆市垫江县下辖的一个乡镇级行政单位。

## 行政区划
高峰镇下辖以下地区：
高峰社区、民主村、红星村、东风村、太山村、界尺村、建兴村、关荣村和大井社区村。